# خطة دالت
خطة دالت أو الخطة «د» ((بالعبرية: תוכנית ד'‏) هي خطة وضعتها منظمة الهاجاناه في فلسطين بين خريف 1947 وربيع 1948، كان الهدف من الخطة بحسب واضعيها هو حماية تأسيس دولة يهودية في فلسطين، وبحسب المصادر الفلسطينية هي خطة تهدف إلى السيطرة على أكبر مساحة ممكنة من الأراضي الفلسطينية وطرد أكبر عدد ممكن من الفلسطينيين وفرض سياسة الأمر الواقع علي الأرض علي جميع الأطراف.
تم مراجعة الخطة «د» في ديسمبر 1947 بعد إصدار قرار تقسيم فلسطين من قبل الجمعية العامة للأمم المتحدة، وقد تم لابوضع صورتها النهائية في 10 مارس 1948. أعطى قرار التقسيم 42% من أرض فلسطين للدولة العربية وهي تضم 818,000 فلسطيني و 10,000 يهودي، بينما الدولة المقترحة لليهود ستمتد على ما يقارب 56% من الأرض، ويتشارك فيها 499,000 يهودي مع 438,000 فلسطيني، أما الجزء الثالث فكان كياناً صغيراً يحيط بمدينة القدس، خاضعاً لحكم دولي، نصف سكانه الـ 200,000 من الفلسطينيين، ونصفهم الآخر من اليهود.

## المصطلح
اسمها يأتي من الحرف د (د) (ד)، وهو الحرف الرابع من الأبجدية العبرية، بعد تعديل الخطط المسماة ألف (أ) (א) ، وبيت (ب) (ב) ، وجيميل (ج) (ג) .

## الخلفية
منذ عام 1945 صممت الهاجاناه على أربع خطط عسكرية عامة، مما أدى تنفيذها في النهاية إلى إنشاء إسرائيل ونزع ملكية الأراضي الفلسطينية، وكانت الخطط هي:
- خطة ألف (الخطة أ): وضعت في فبراير 1945 لاستكمال الهدف السياسي لوثيقة إعلان قيام دولة إسرائيل. وقد تم تخطيطها لقمع المقاومة العربية الفلسطينية للاستيلاء الصهيوني على أجزاء من فلسطين.[9]
- خطة بت (الخطة ب): تم تصميم هذه الخطة في سبتمبر 1945،[10] وظهرت في مايو 1947. وقد صممت لتحل محل خطة أليف «أ» في سياق التطورات الجديدة مثل القاء بريطانيا قضية فلسطين في جعبة الأمم المتحدة وازدياد تعارض الدول العربية المحيطة لخطة التقسيم.
- خطة جيمل (الخطة ج): وضعت هذه الخطة التي معروفة أيضًا باسم «خطة مايو»، في شهر مايو عام 1946.[10] وفي نوفمبر/ ديسمبر 1947 برزت الخطة في أعقاب خطة التقسيم التابعة للأمم المتحدة. وقد تم تخطيطها لتعزيز الجيش والشرطة الصهيونية وتمكين العمل عند الحاجة.[11][12][13]
- خطة داليت (الخطة د): تعتبر خطة داليت المؤرخة في مارس 1948، هي الأكثر شهرة. وهي كانت تسترشد سلسلة من خطط عمليات خاصة، التي تم وضع معظمها في أوائل عام 1944 وكانت تقضي بتوسيع الدولة اليهودية إلى ابعد من حدود التقسيم التي اقترحتها خطة التقسيم للأمم المتحدة. فكانت هدفها العام هو الاستيلاء على أكبر مساحة ممكنة قبل إنهاء الانتداب البريطاني وإعلان دولة إسرائيل.[12][13] اما بالنسبة إلى اليهود فإن الخطة جاءت لتأمين المواصلات اليهودية بين المستوطنات وسد جميع الطرق المؤدية إلى الدولة العبرية والسيطرة على الأراضي المخصصة للدولة العبرية وحماية المستوطنات التي تقع خارج حدود الدولة وإخلاء القرى وهدمها وطرد العرب منها.[14]

## التفاصيل

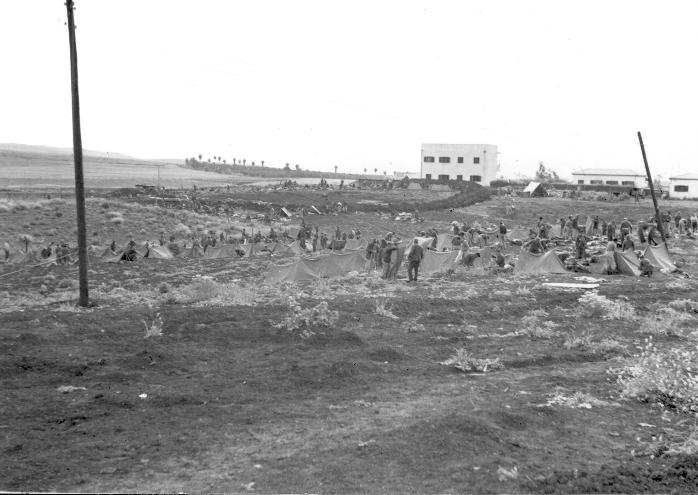
أعضاء لواء هارئيل يتجمعون في خلدة في بداية عملية نخشون

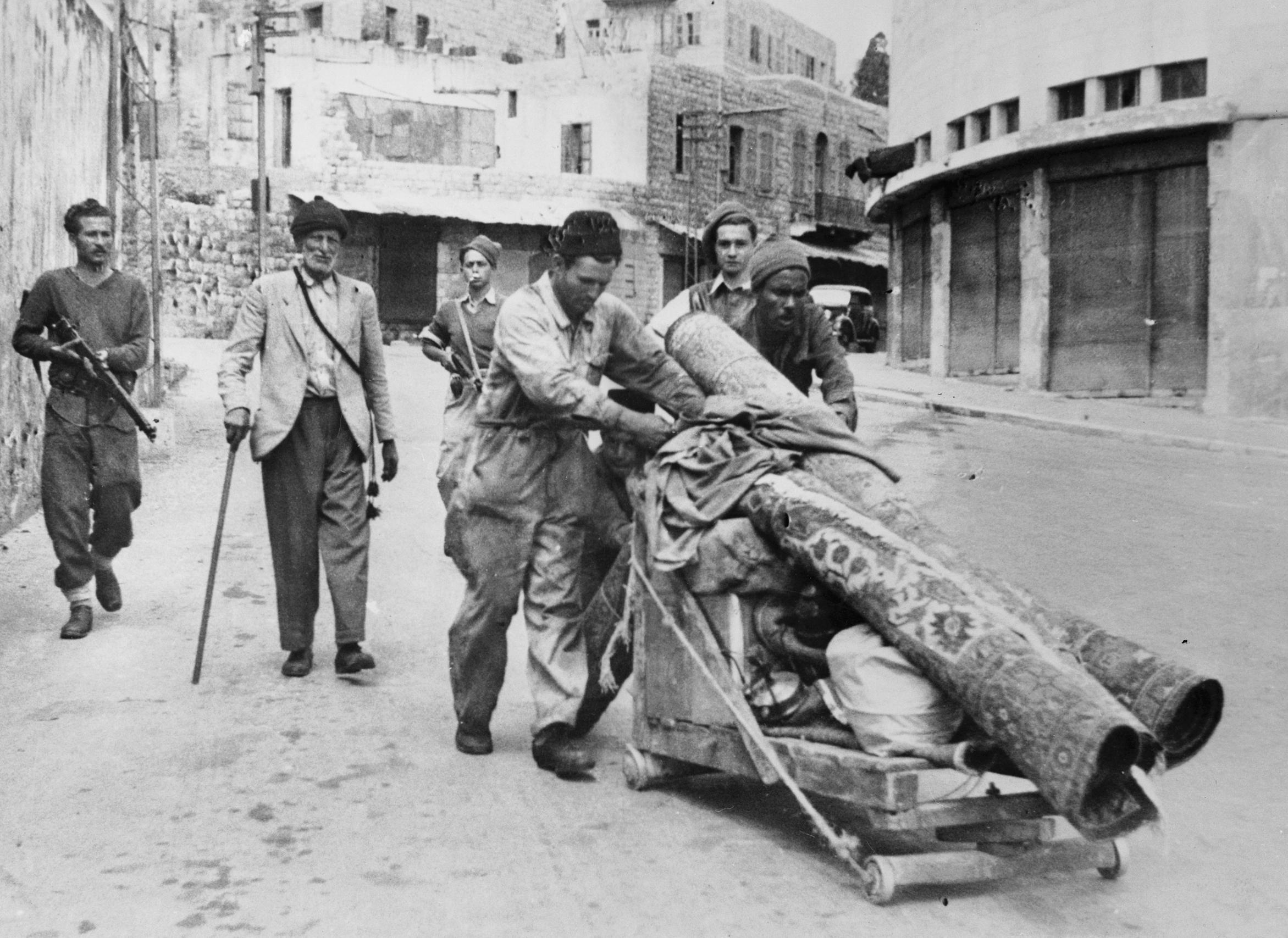
سكان عرب يغادرون حيفا بينما تدخل القوات اليهودية المدينة

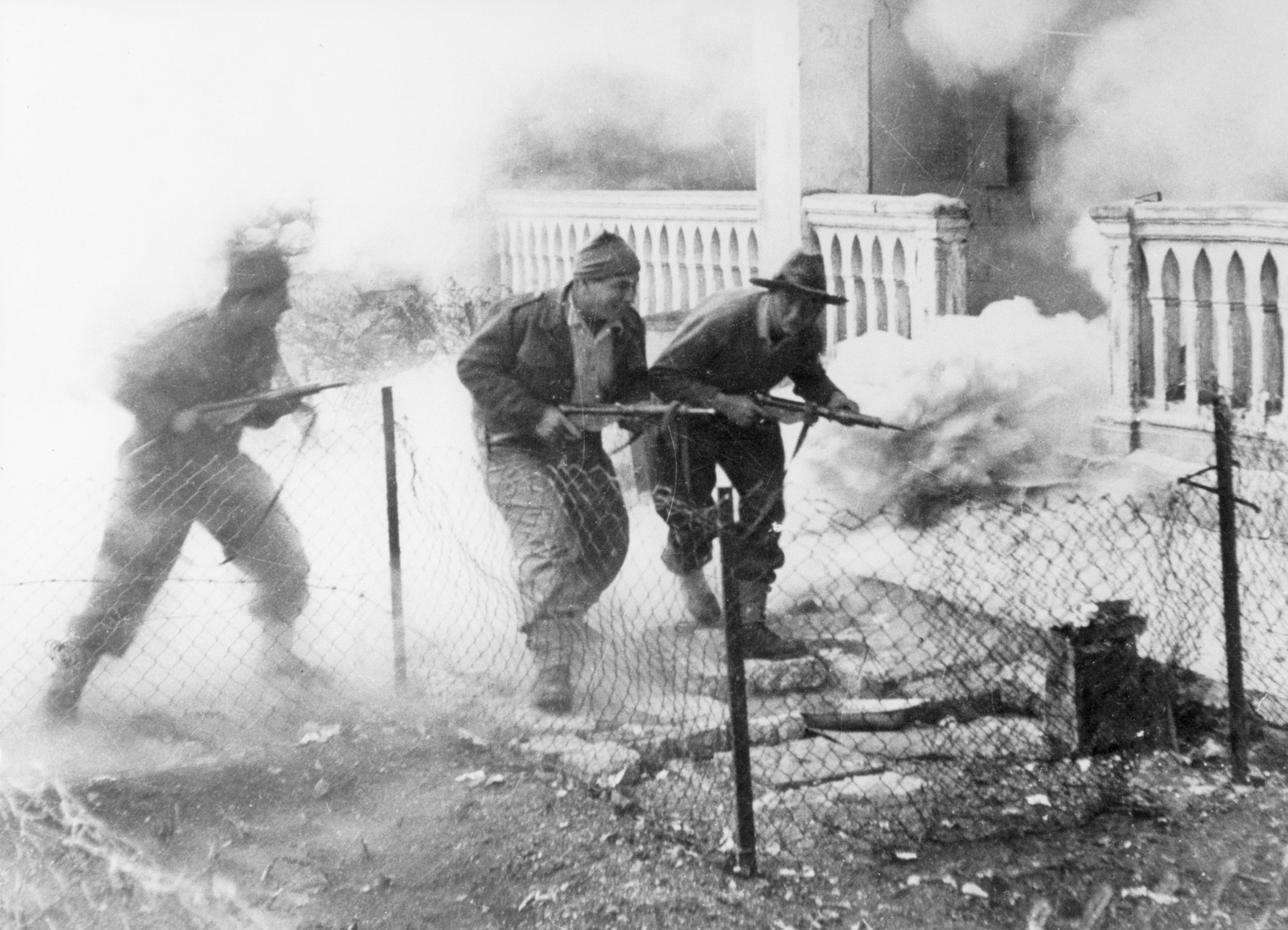
جنود البلماح يهاجمون دير سان سيمون في حي القطمون، في القدس، خلال عملية يبوسي

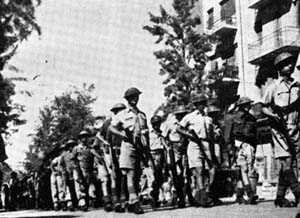
مقاتلو إرجون أثناء عملية كيلشون

بدأ تنفيذ الخطة دالت «د» في ابريل 1948 وذلك بعملية نخشون، بالرغم من أن نص الخطة ينص ان تلك الخطوة لم تكن من المفترض ان تطبق قبل خروج البريطانيين من فلسطين، الامر الذي تم مع بداية 15 مايو 1948. ومن بعد عملية نخشون بدأت عملية هارئيل، وكانت هاتان العمليتان تهدفان إلى احتلال وتدمير القرى الفلسطينية على امتداد الطريق الواصل بين يافا والقدس. بعد ذلك بدات عملية حامتس لعزل واحتلال يافا والقرى المحيطة وعملية يبوسي لاحتلال الأحياء السكنية الفلسطينية في القدس الغربية والشرقية خارج حدود البلدة القديمة بالإضافة إلى القرى الواقعة في القرى الشمالية والشرقية. وكذلك عمليات أخرى.
اذ نفذت القوات الصهيونية من واحد أبريل إلى منتصف مايو 13 عملية عسكرية كانت ثمان منها خارج حدود التقسيم، أي في الأمكنة التي خصصت للدولة الفلسطينية العربية. وتضمنت الخطة نسف وحرق وتدمير القرى العربية وطرد السكان العرب المحليين إلى خارج الحدود إذا واجهت الهجمات اليهودية أية مقاومة.

## عمليات خطة دالت
|    | العملية           | تاريخ البدء | الهدف                                                  | النتيجة                 |
| -- | ----------------- | ----------- | ------------------------------------------------------ | ----------------------- |
| 1  | عملية نخشون       | 1 أبريل     | فتح ممر يربط تل أبيب بالقدس                            | نجحت                    |
| 2  | عملية هارئيل      | 15 أبريل    | فتح ممر يربط تل أبيب بالقدس                            | فشلت                    |
| 3  | عملية بيعور حميتس | 21 أبريل    | الإستيلاء على حيفا                                     | نجحت                    |
| 4  | عملية يبوسي       | 27 أبريل    | كسر الحصار على القدس                                   | فشلت                    |
| 5  | عملية حاميتس      | 27 أبريل    | الإستيلاء على يافا                                     | نجحت                    |
| 6  | عملية يفتاح       | 28 أبريل    | تعزيز السيطرة على الجليل الشرقي                        | نجحت                    |
| 7  | عملية ماتاتي      | 3 مايو      | تطهير طبريا والجليل الشرقي من القوات العربية           | نجحت                    |
| 8  | عملية مكابي       | 7 مايو      | طرد القوات العربية من قرب اللطرون ليتركوا محاصرة القدس | فشلت                    |
| 9  | عملية جدعون       | 11 مايو     | تطهير منطقة وادي بيسان من القوات العربية               | نجحت                    |
| 10 | عملية باراك       | 12 مايو     | تطهير شمال غزة وفتح الطريق إلى النقب                   | توقفت بسبب الغزو المصري |
| 11 | عملية بن عامي     | 14 مايو     | طرد القوات العربية من عكا والجليل الغربي               | نجحت                    |
| 12 | عملية كيلشون      | 14 مايو     | تطهير مدينة القدس الجديدة من القوات العربية            | نجحت                    |
| 13 | عملية شفيفون      | 14 مايو     | كسر الحصار على الحي اليهودي في البلدة القديمة بالقدس   | فشلت                    |

## النتيجة
وفقًا لبيني موريس، استمر تنفيذ الخطة حوالي ثمانية أسابيع، ابتداءً من اوائل أبريل. ارتكبت إسرائيل خلال تنفيذ الخطة 28 مجزرة كانت أشدها هولًا وقسوة مجزرة دير ياسين. وحسب المؤرخ الإسرائيلي إيلان بابي أنه مع اكتمال تنفيذ الخطة دمرت 531 بلدة وقرية فلسطينية وتم اخلاء نحو أحد عشر حيا سكنيا من سكانه، كما أدى تنفيذ الخطة إلى نزوح 800 ألف فلسطيني وهم تحولوا إلى لاجئين في وطنهم ولاجئين في البلدان العربية المجاورة.
يقول بيني موريس: كانت خطة دالت تتضمن بصمات واضحة لسياسة التهجير على المستويين المحلي والوطني وأن بن غوريون كان يريد بوضوح أن يبقى أقل عدد ممكن من العرب في الدولة اليهودية.

## التأريخ
وفي مقالته "سقوط حيفا" في عدد ديسمبر 1959 من منتدى الشرق الأوسط، وضع المؤرخ الفلسطيني وليد الخالدي معركة حيفا ضمن هجوم صهيوني جديد وتحول ملحوظ في الإستراتيجية، دون تسمية الهجوم. استجابت دراسة الخالدي وزملائه في ذلك الوقت للرواية الإسرائيلية القائلة بأن نزوح الفلسطينيين كان نتيجة لأوامر الإخلاء الصادرة عن القادة العرب، والتي تبناها آنذاك باللغة الإنجليزية أبرزها جون كيمش وشقيقه الأصغرديفيد كمحي.
في 21 مايو 1961، نشر الصحفي الأيرلندي إرسكين تشايلدرز مقالته "النزوح الآخر" في مجلة المشاهد، والتي رد عليها جون كيمش على الفور، متهمًا تشايلدرز بالتأثر بالخالدي. ثم تجادل تشايلدرز وكيمشي والخالدي علنًا في مناظرة ثلاثية في صفحات صحيفة المشاهد The Spectator حتى 4 أغسطس 1961. في نوفمبر 1961، نشر الخالدي "خطة دالت: خطة رئيسية لغزو فلسطين" مع تفاصيل حول الخطة في مجلة منتدى الشرق الأوسط.
كتب الخالدي في عام 1988 أنه اعتبارًا من ذلك الوقت، لم يتم نشر التبادلات في مجلة ذا سبيكتاتور ‏ بالكامل في الولايات المتحدة، وأنه لم يكن هناك وصف تفصيلي لخطة دالت أو الخطط السابقة في الكتابات الإسرائيلية وغير الإسرائيلية في عام 1948.

### نشر نص الخطة
النص العبري لخطة دالت تم نشره عام 1972 في المجلد 3، الجزء 3 من سفر تولدوت هاغاناه ( ספר תולדות ההגנה تاريخ الهاغانا)، الملحق 48، الصفحات 1955-60. نُشرت ترجمة إنجليزية لنص خطة دالت لأول مرة كملحق لإعادة طبع الخالدي عام 1988 لكتاب "خطة دالت: الخطة الرئيسية لغزو فلسطين" في مجلة الدراسات الفلسطينية.